# يوكيو كاتاياما
يوكيو كاتاياما (باليابانية: 片山右京؛ بالكانا: かたやま うきょう) مواليد 29 مايو 1963 في طوكيو، هو سائق فورملا 1 ياباني سابق بدأ مسيرته الاحترافية سنة 1998. كان أول سباق له هو جائزة جنوب أفريقيا الكبرى 1992. خاض خلال مسيرته 97 سباقاً.

## سباقات شارك فيها
- لو مان 24 ساعة
- سوبر فورمولا
- بطولة العالم للسيارات الرياضية
- بطولة فورمولا 3 اليابانية

## روابط خارجية
- يوكيو كاتاياما على موقع الاتحاد الدولي للدراجات (الإنجليزية)
- يوكيو كاتاياما على موقع أرشيف الدراجات (الإنجليزية)
- يوكيو كاتاياما على موقع Racing-Reference.info (الإنجليزية)
- يوكيو كاتاياما على موقع DriverDB.com (الإنجليزية)